# Afarin Obeysi
Afarin Obeysi (en persan آفرین عبیسی), née le 12 mars 1951 à Lahijan, est une actrice iranienne.

## Carrière
Afarin Obeysi a commencé sa carrière au cinéma avec Leyli and Majnoon (fa) en 1970, réalisé par Siamak Yasemi, et la même année, elle a joué un court rôle dans le film Tooghi réalisé par Ali Hatami. En 1999, elle revient au cinéma avec un film célèbre réalisé par Iraj Qaderi après 28 ans loin du monde du cinéma, après la Révolution iranienne de 1979. La même année, elle joue un court rôle dans « Enfant et Soldat » de Reza Mirkarimi. De ses jeux réussis après une longue période d’absence, on peut citer le film de La moitié cachée de Tahmineh Milani.

## Filmographie
- Toghi
- Pol (Le Pont)
- Koodak va Sarbaz (Enfant et Soldat)
- La moitié cachée
- Molaghat ba Tooti
- Bid-e Majnoon
- Kaghaz-e Bikhat, 2001
- Taghato